# Ichthyophis weberi
Ichthyophis weberi és una espècie d'amfibi gimnofió de la família dels ictiòfids endèmica de l'illa de Palawan a les Filipines. Va ser descrit om Ichtyophis weberi per Edward Harrison Taylor el 1920. Taylor va triar l'epítet en honor del zoòleg i col·leccionista Max Carl Wilhelm Weber (1852-1937).

## Descripció
Dues fileres de dents a la mandíbula superior, que formen arcs ovalats, paral·lels entre si, la fila interior s'estén molt més enrere que l'exterior però sense eixamplar-se; mandíbula inferior amb una sola fila de dents, sense cap indicació d'una segona fila; cap oval, la distància entre ells ulls és molt lleugerament inferior a l'amplada del cap entre els ulls; distància entre els ulls una mica més gran que la longitud del musell. Té un tentacle retirat, el solc més aviat en forma de lluna, situat anteriorment a l'ull prop de la vora de la mandíbula superior. El cos és envoltat per tres-cents vint-i-quatre plecs circulars que s'uneixen al ventre en un angle, excepte els de la part posterior del cos, que travessen el recte sense angle; els primers tres o quatre plecs de la part anterior del cos no es troben; un solc més o menys diferent des de la punta de la mandíbula inferior fins a una certa distància davant de l'anus al llarg de la línia ventral mitjana del cos.
Per sobre marró groguenc, una mica més fosc a la part mitjana del cos; per sota de color marró groguenc més clar. Sota el microscopi el color apareix com punts groguencs minust i arrodonits envoltats per una xarxa de color marró. Té una taca blanca a la punta de la mandíbula inferior.